# Крулево-Мальборкское
Крулево-Мальборкское (пол. Królewo Malborskie) — остановочный пункт железной дороги в деревне Крулево-Мальборкское в гмине Старе-Поле, в Поморском воеводстве Польши. Имеет 2 платформы и 2 пути.
Остановочный пункт на железнодорожной линии Мальборк — Бранево, построен в 1950 году.